# Urvillea stipitata
Urvillea stipitata är en kinesträdsväxtart som beskrevs av Ludwig Radlkofer. Urvillea stipitata ingår i släktet Urvillea och familjen kinesträdsväxter. Inga underarter finns listade i Catalogue of Life.